# Ржавчатокрылая мышиная тимелия
Ржавчатокрылая мышиная тимелия (лат. Illadopsis rufescens) — вид птиц из семейства земляных тимелий.

## Распространение
Обитают на территории Бенина, Кот-д’Ивуара, Ганы, Гвинеи, Либерии, Сенегала, Сьерра-Леоне и Того. Естественной средой обитания этих птиц являются субтропические или тропические влажные леса, как равнинные, так и горные.

## Описание
Длина тела 16—17 см, вес 32—41 г. Темя, верхние части тела и хвост рыже-коричневые, боковые стороны головы более бледно-коричневые.

## Биология
Питаются жуками, кузнечиками, термитами и другими насекомыми, а также улитками и мелкими амфибиями.

## Охранный статус
МСОП присвоил виду охранный статус NT.